# 東京都交通局乙1型電車
東京都交通局乙1型電車（日语：／ Tōkyōto kōtsūkyoku otsu-1-gata densha */?）為東京都交通局（东京都电车）的一款货运型有轨电车，现在已经退出使用。

## 慨要
乙1型由乙10型的部分残存车体于1941年由東京都交通局下属的芝浦工场改造，共2辆，并在同年投入使用。电车全部配属于三田车库和荒川电车营业所。其中乙1在1967年停用，乙2在荒川线进行线路维护作业，最终在1971年停用，并在都电神明町车库迹公园中静态保存。